# Санкуру
Санкуру (фр. Sankuru) — река в Демократической Республике Конго.
Река Санкуру является притоком реки Касаи (бассейн Конго). Её длина составляет 1200 километров. Истоки реки находятся в нагорьях на западе провинции Катанга. В верховьях река называется Лубилаш. Впадает в Кассаи близ города Бена-Бенди. Расход воды в устье от 700 до 4300 м³/с (средний годовой — 2500 м³/с). Судоходная на 580 км от устья. Имеет ряд притоков.